# Norzang
 (juillet 2017).
Si vous disposez d'ouvrages ou d'articles de référence ou si vous connaissez des sites web de qualité traitant du thème abordé ici, merci de compléter l'article en donnant les références utiles à sa vérifiabilité et en les liant à la section « Notes et références ».
Pour les articles homonymes, voir Norbu Zangpo.
Norbu Zangpo (tibétain : ཎོར་བུ་བཟང་པོ, Wylie : Nor bu bzang po), ou plus simplement Norzang, né en 1403, décédé vers 1466, est un régent du Tsang (ouest du Tibet central), fondateur de la dynastie Rinpungpa.
Il est le fils de Namkha Gyalpo, chef de Rinbung au Tsang. Son grand-père, Namkha Gyaltsen, fondateur de la lignée monarchique s'était marié avec la sœur de Drakpa Gyaltsen, dirigeant de  la dynastie Phagmodrupa.
Son fils Kunzang, le remplace à sa mort, son autre fils, Tsokye Dorje dirige l'Ü, à la place de Ngagi Wangpo, à partir de 1491.